# آنیل تاش‌دمیر
آنیل تاش‌دمیر (انگلیسی: Anıl Taşdemir؛ زادهٔ ۱ ژانویهٔ ۱۹۸۸) بازیکن فوتبال اهل ترکیه است.
از باشگاه‌هایی که در آن بازی کرده‌است می‌توان به باشگاه فوتبال دیاربکرسپور، باشگاه فوتبال قیصریه‌اسپور، باشگاه فوتبال آنکارا اسپور، باشگاه فوتبال بلدیه‌اسپور آق‌حصار، باشگاه ورزشی آدانا دمیرسپور، باشگاه فوتبال ترابزون‌اسپور، باشگاه فوتبال سامسون‌اسپور، باشگاه فوتبال اردواسپور، و باشگاه ورزشی گوزتپه اشاره کرد.
وی همچنین در تیم‌های ملی فوتبال Turkey national under-17 football team، جوانان ترکیه، Turkey national under-19 football team، و زیر ۲۰ سال ترکیه بازی کرده‌است.